# Deuterón

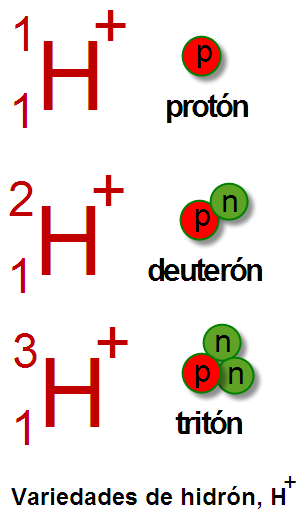
El deuterón es una de las variedades del ion hidrógeno o Hidrón.

En química, y en física de partículas, el deuterón, (del griego δεύτερος, deuteros, «el segundo»), designa el núcleo del átomo de deuterio, un isótopo estable del elemento hidrógeno.
El símbolo del deuterón es 2H+, o más raramente, D+ o simplemente d. Un deuterón se compone de un neutrón y un protón.

## Datos básicos
| Datos sobre el deuterón, 2H+, (según CODATA) | Datos sobre el deuterón, 2H+, (según CODATA)                                   |
| -------------------------------------------- | ------------------------------------------------------------------------------ |
| Carga                                        | e = +1,602 176 462(63)·10-19 C                                                 |
| Masa en reposo                               | 2,013 553 212 71 (35) u = 3,343 583 20 (17)·10-27 kg = 3670,482 9550 (78) × me |
| Energía en reposo                            | 1875.612 762 (75) MeV = 3,005 062 62 (24)·10-10 J                              |
| Vida media                                   | Estable                                                                        |
| Momento magnético                            | 0,433 073 465 (11)·10-26 T·J-1                                                 |
| Radio de carga rms                           | 2.1402 (28)·10-15 m                                                            |

El deuterón es un núcleo estable y por ello no se desintegra.
Los deuterones desempeñan un papel importante en las reacciones de fusión nuclear que tienen lugar en las estrellas y en los reactores nucleares de fusión, aún en desarrollo.
Los núcleos atómicos de los otros dos isótopos del hidrógeno, 1H (Protio) y 3H (tritio), se conocen con el nombre de protón y tritón. El nombre colectivo de los cationes de hidrógeno, independientemente de su núcleo central y de su masa, es el de hidrón.

## Producción
Hay diversas reacciones nucleares en la que se producen deuterones:
- Se forman como producto intermedio en la reacción de fusión en cadena de protones, con formación adicional de un electrón positivo (positrón) y de un neutrino electrónico.

{\displaystyle \mathrm {p+p\rightarrow d+e^{+}+\nu _{e}+0{,}42\,MeV} }
Dos protones se fusionan en un deuterón. Además se forma un positrón, un neutrino electrónico y energía.
- Los deuterones rápidos se forman en interacciones protón-núcleos.[3][4]

- En ciertas condiciones se pueden formar deuterones a partir de la colisión entre un protón y un neutrón, que también libera un rayo gamma. Una pequeña cantidad de deuterones se formaron así en las primeras etapas de la vida del universo, siendo de crucial importancia para la composición final de la materia:[5]

Tasa de la reacción de fusión deuterón-tritón, en función de la temperatura.

{\displaystyle \mathrm {p\ +\ n\ \rightarrow d\ +\ \gamma } }

## Conceptos de Física nuclear
Dado que el deuterón es el sistema de nucleones enlazados más simple, es una oportunidad para analizar la interacción nucleón-nucleón existente. Su spin puede ser determinado por observación de la transición hiperfina poseyendo un valor de 1, y su paridad es positiva. Ya que el momento cuadripolar no se anula, se desprende que el núcleo no es redondo,no puede por lo tanto estar en un estado S puro con momento angular orbital l=0. Puesto que por razones de paridad (con paridad igual a (-1)l) está permitido este momento angular orbital de valor par, y de las mediciones magnéticas es bien sabido que I=1, por lo tanto, se mezcla con un estado D, con l=2. La función de onda del deuterón, puede ser por tanto descrita como:
{\displaystyle |\Psi _{d}>=0,98\cdot |3S_{1}>+0,2\cdot |3D_{1}>}
Utilizando resonancia magnética nuclear puede ser también determinado el momento magnético μ=0,8574·μN. Aquí μN es el magnetón nuclear. La energía de enlace E es 2,225 MeV. 

Fusión nuclear de deuterones (núcleos de deuterio) y tritones (núcleos de tritio) con producción de helio.

## Reacciones nucleares con deuterones
- En 1937, Emilio Segre y Carlo Perrier obtuvieron el elemento tecnecio, que no existe en la naturaleza, bombardeando molibdeno con deuterones.[6]

- Una de las reacciones nucleares más interesantes en las que interviene el deuterón es la fusión de núcleos de deuterio (deuterón) y de tritio (tritón) con formación de helio-4 y un gran desprendimiento de energía, que podría aprovecharse en los reactores nucleares de fusión.

{\displaystyle ^{2}H^{+}\ +\ ^{3}H^{+}\,\to \,^{4}He^{2+}\ +\ n^{0}\,+\ Energ{\acute {\imath }}a\ (17,6\ MeV)}
- La reacción deuterón-neutrón consiste en la irradiación o bombardeo de un blanco con deuterones en un ciclotrón. Estas partículas se incorporan al núcleo que posteriormente emite un neutrón, con el efecto de que el número atómico de los átomos del blanco aumenta en una unidad. Sirve para obtener radionúclidos emisores de positrones como 11C, 15O y 13N.[6]

{\displaystyle ^{10}B+\ ^{2}H^{+}\,\to \,n^{0}\ +\ ^{11}C}
- La reacción D + D en la que deuterones bombardean un blanco de deuterio sirve para obtener tritio:[7] También mediante colisiones de alta energía entre deuterones.[8]

{\displaystyle ^{2}H+\ ^{2}H^{+}\,\to \,^{1}H^{+}\ +\ ^{3}H}
- Bombardeo con deuterones de 15-25 MeV sobre blancos de plomo-208.[9]

{\displaystyle ^{208}Pb\ +\ ^{2}H^{+}\,\to \,^{207}Pb\ +\ ^{3}H^{+}}